# 维拉韦尔德
维拉韦尔德（義大利語：Villa Verde），是意大利奥里斯塔诺省的一个市镇。总面积17.34平方公里，人口348人，人口密度20.1人/平方公里（2009年）。ISTAT代码为095073。